# Dango Balango
Dango Balango é  programa de televisão brasileiro produzido pelo Estúdio Quanta, e exibido pela Rede Minas desde 29 de junho de 2006, com autoria de Simone de Paula Rêgo, Éder Santos e José Adolfo Moura.  
Foi um dos primeiros programas da Rede Minas a ser exibido em rede nacional pela TV Cultura, entre 9 de dezembro de 2006 e 4 de abril de 2009, além de ter sido exibido pela TV Rá-Tim-Bum entre 2007 e 2009. Também foi um dos primeiros da emissora mineira a ser exibido pela TV Brasil, desde 12 de abril de 2010, estreando juntamente com o bloco infantil Hora da Criança. No dia 10 de março de 2014, a emissora passou a exibir os episódios da quarta temporada.

## História
O projeto do programa começou a ser concebido no segundo semestre de 2005, por iniciativa do então diretor de programação e produção da emissora, Israel do Vale, com apoio da então secretária de Cultura de Minas Gerais, Eleonora Santa Rosa, e do então secretário-adjunto, Marcelo Braga. O desenvolvimento e a formatação tiveram a colaboração dos consultores Carlos Ávila e Eduardo de Jesus. O objetivo inicial era atuar numa lógica diferenciada da que orienta a maior parte dos programas infantis vistos na TV aberta na época, conduzidos de maneira personalista, quase sempre em torno de uma apresentadora.
“Um apresentador concentraria a atenção e o objetivo central se perderia”, explica José Adolfo, que também é diretor geral do programa, cujos bonecos, segundo ele, estimulam o pensamento das crianças por meio de aventuras insólitas. Ele diz que o programa é uma revista de entretenimento que aguça pensamentos, as curiosidades e os sentimentos das crianças.
Dango Balango começou a ser exibido no dia 29 de junho de 2006, às 10h, e foi viabilizado com recursos captados pelas leis estadual e federal de incentivo à cultura. O programa trazia nomes de expressão nacional e internacional, como o teatro de bonecos Grupo Giramundo, o músico John Ulhôa (guitarrista do Pato Fu), a cantora Érika Machado (um dos talentos emergentes na quarta onda da música mineira), o grupo O Grivo (de música contemporânea) e a artista plástica Isaura Pena, dentre outros. Contava também com a direção de imagens do premiado videoartista Éder Santos.
Em 2009, o programa foi relançado com o orçamento pago pelo Governo do Brasil (União). Segundo o diretor geral do programa, José Adolfo, para a terceira temporada, o que ele mais quer manter é a "proximidade entre a ficção e a realidade". A nova personagem, a Ziizi, que vem de um país distante, foi introduzida "para equilibrar a turma com dois personagens masculinos e dois femininos, além de, por ela ser uma personagem ligada à magia, poder levar os personagens para outros rumos".
"Não queremos moralizar nem fazer apologia a nada. Os próprios personagens têm momentos que são chatos, legais, estão alegres ou tristes. Buscamos criar para eles situações que as pessoas caracterizem como próximas de suas vidas, mas sem fugir do uso da imaginação que incentivamos em cada um".
Para a nova temporada também foram introduzidas histórias clássicas inspiradas em As Mil e Uma Noites, Os Três Mosqueteiros e Guerra de Troia, para base das ações dos personagens Joduca, Sdruvs e Druzila, além de passagens pelo interior.

## Prêmios
- Em 2009, ganhou o 1º lugar da 11ª Premiação do Instituto Artístico do Brasil - Minas Gerais (IAB-MG).[carece de fontes?]